# Татьянкино
Татьянкино — деревня в Гдовском районе Псковской области России. Входит в состав городского поселения «Гдов» Гдовского района.
Расположена в 4 км к северу от Гдова, на левом берегу реки Черма, юго-восточнее одноимённой деревни Черма.

## Население
Численность населения деревни по оценке на 2000 год составляет 0 человек, по переписи 2002 года — 2 человека.

## История
До 2005 года деревня входила в состав ныне упразднённой Гдовской волости.